# McLaren Senna
La McLaren Senna è un'autovettura sportiva a motore centrale prodotta a partire dal 2018 dalla casa automobilistica britannica McLaren Automotive.

## Contesto

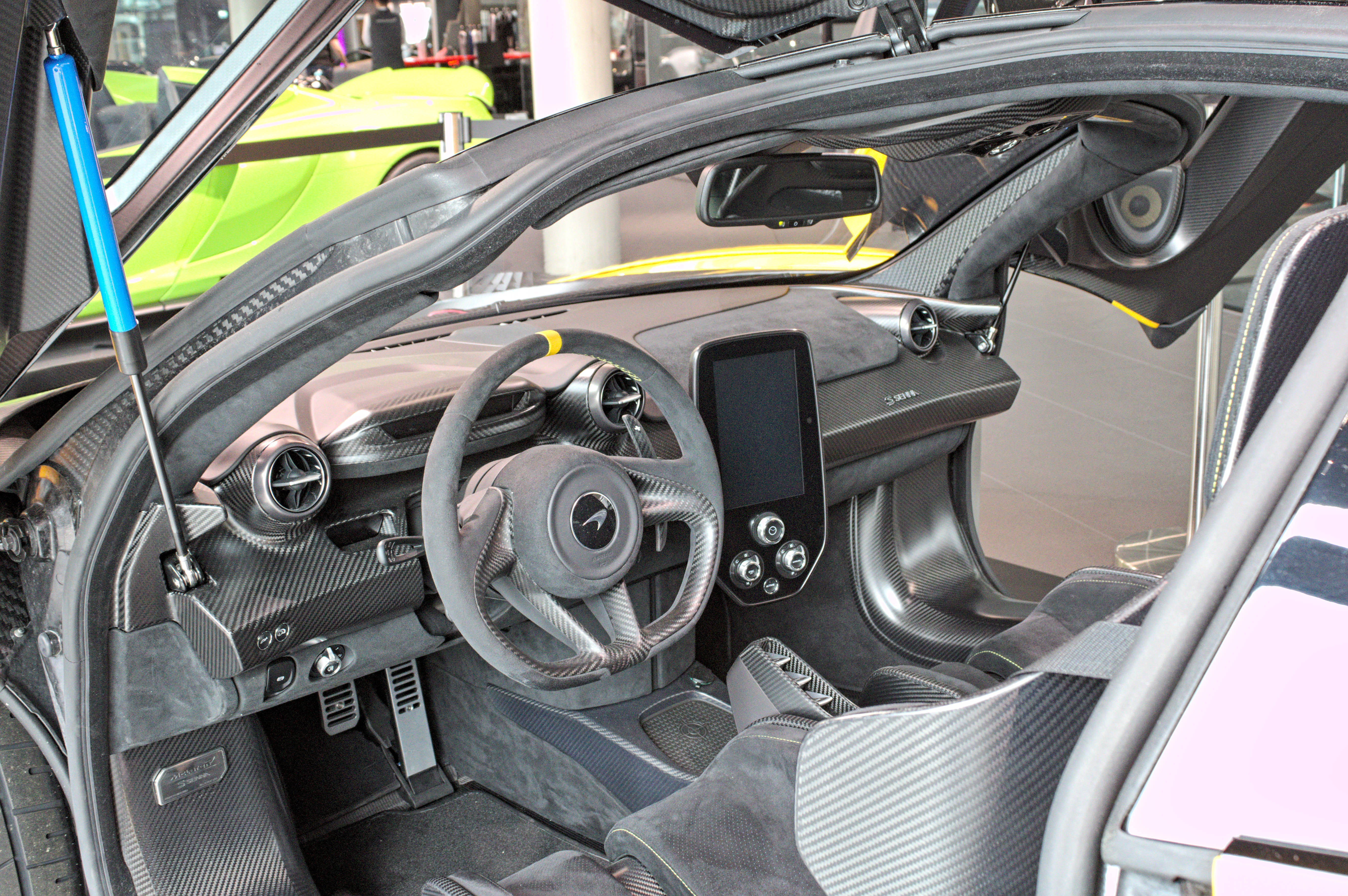
Interni

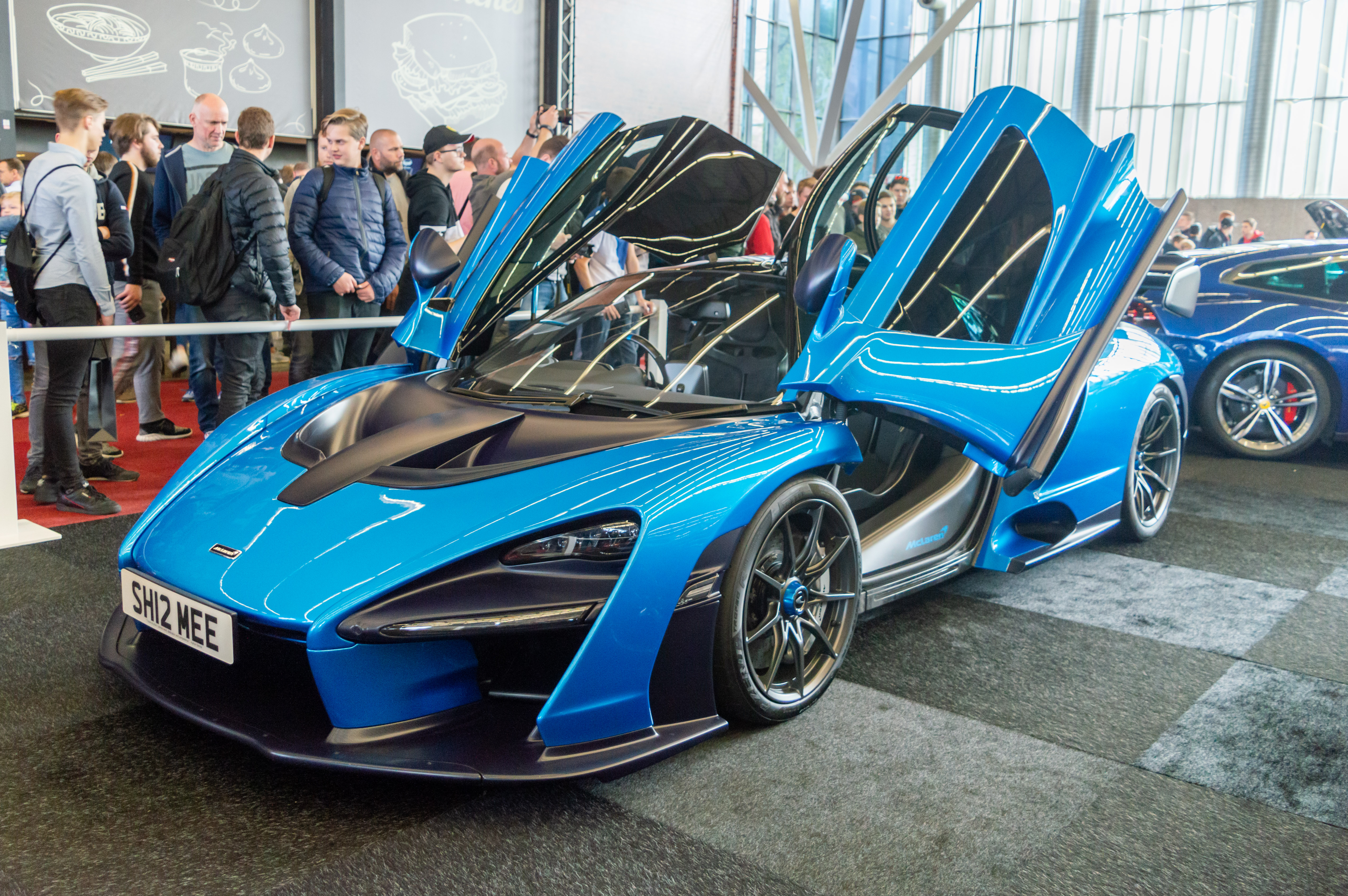
Dettaglio delle portiere ad ali di farfalla

L'auto è l'ultima novità della McLaren Ultimate Series, che unisce la filosofia progettuale e costruttiva dei modelli F1 e P1, senza essere tuttavia l’erede diretta di queste due vetture. La sua esistenza è stata svelata online, dalla casa costruttrice, il 10 dicembre 2017. La presentazione ufficiale dell'auto ha avuto luogo, poco dopo, al Salone dell'automobile di Ginevra del 2018. Tutti gli esemplari di quest'auto sono costruiti artigianalmente presso il McLaren Production Center di Woking, nel Surrey, in Inghilterra, con una produzione limitata a 500 unità complessive. Il nome dell'auto è dedicato al pilota brasiliano tre volte campione del mondo di Formula 1 Ayrton Senna. Le prestazioni dichiarate dalla casa sono di un tempo di accelerazione da 0 a 100 km/h in 2,8 s ed una velocità massima di 340 km/h.

## Caratteristiche
La Senna si basa in gran parte sul progetto della 720S, utilizzandone versioni modificate nella monoscocca in fibra di carbonio e nel motore, un V8 da 4,0 litri biturbo denominato M840TR, con una trasmissione a doppia frizione a 7 velocità, la quale trasmette alle ruote posteriori una potenza massima di 800 CV (secondo la normativa DIN; 789 BHP secondo la normativa SAE) ed una coppia massima di 800 Nm. A differenza del progetto originario, la Senna non utilizza un motore elettrico e pesa solo 1.198 kg, consentendo così di ottenere un rapporto peso/potenza di circa 658 BHP/ton (668 CV/t nel SI).

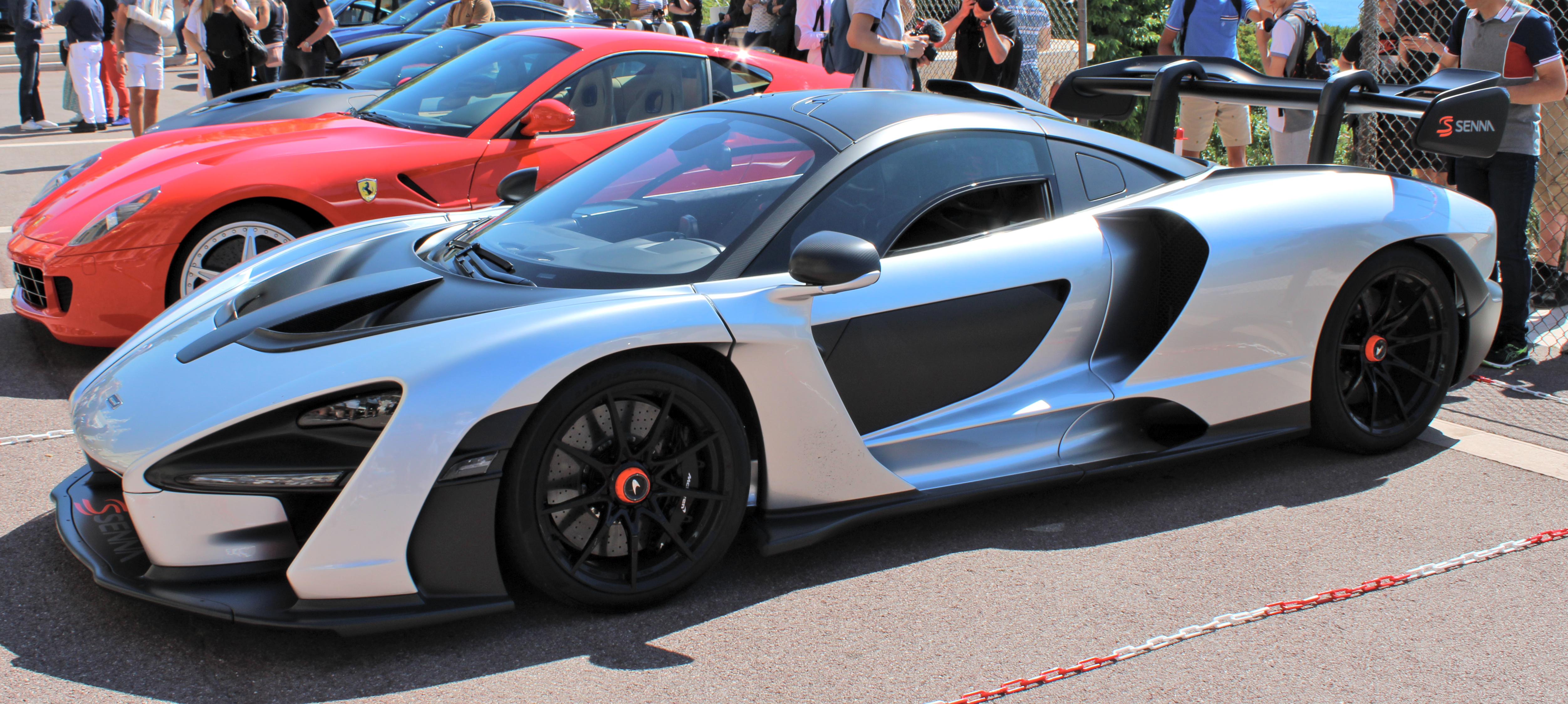
Linea laterale

La carrozzeria dell'auto è arricchita con innumerevoli appendici aerodinamiche in fibra di carbonio, con la presenza di una grande ala posteriore a doppio elemento, un diffusore a doppio elemento, una presa d'aria sul tetto ispirata alla Formula 1, prese d'aria frontali e laterali, feritoie posteriori e grandi parafanghi anteriori conformati in funzione dell'ottimizzazione aerodinamica. All'interno delle prese d'aria anteriori ci sono anche piccoli profili alari di tipo mini-canard. Le aree della carrozzeria dove è indotto un abbassamento di pressione dell'aria sono abbinate a radiatori ad alte prestazioni, conformati per coniugare bassa resistenza aerodinamica e grande capacità di smaltimento del calore.
La Senna usa una nuova generazione di freni a disco autoventilanti e carboceramici Brembo, il cui materiale costruttivo contiene una nuova mescola specifica, la quale ha una conduttività termica 3,5 volte superiore rispetto ai freni della 720S, rendendo così possibile la costruzione di freni meno ingombranti e più leggeri; inoltre, è presente un nuovo set di cerchi in lega, di tipo monodado a bloccaggio centrale, che calzano pneumatici Pirelli P Zero Trofeo R.

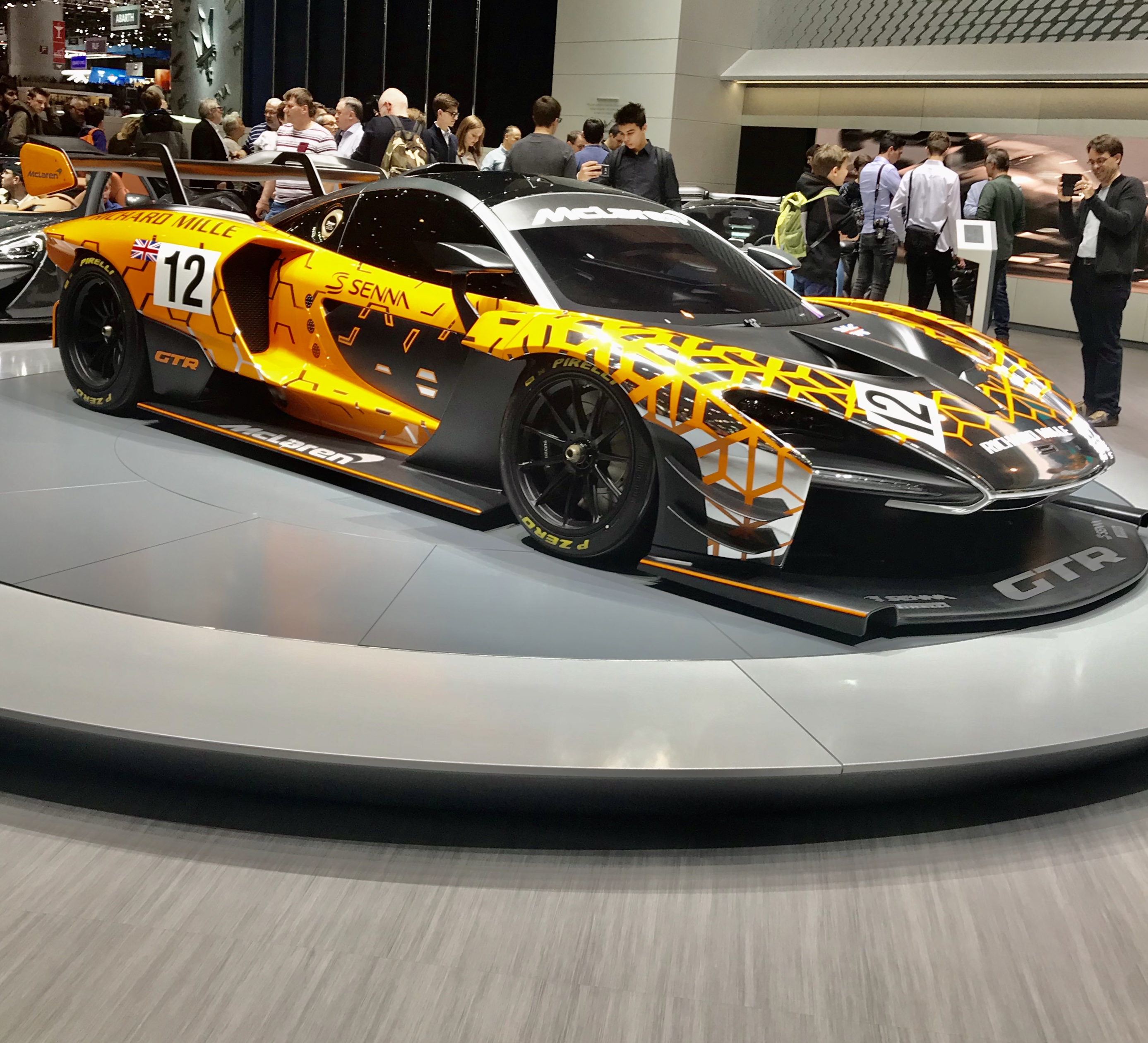
McLaren Senna GTR Prototype

Il telaio è un monoscocca in fibra di carbonio di nuova generazione (denominato MonoCage III), concepito per contribuire alla leggerezza complessiva della vettura. L'interno dell'abitacolo presenta fibra di carbonio a vista, con sedili che possono essere rivestiti in alcantara o pelle. Dietro ai due sedili c'è uno spazio abbastanza grande da potervi riporre una coppia di caschi e di tute da gara.

## McLaren Senna GTR

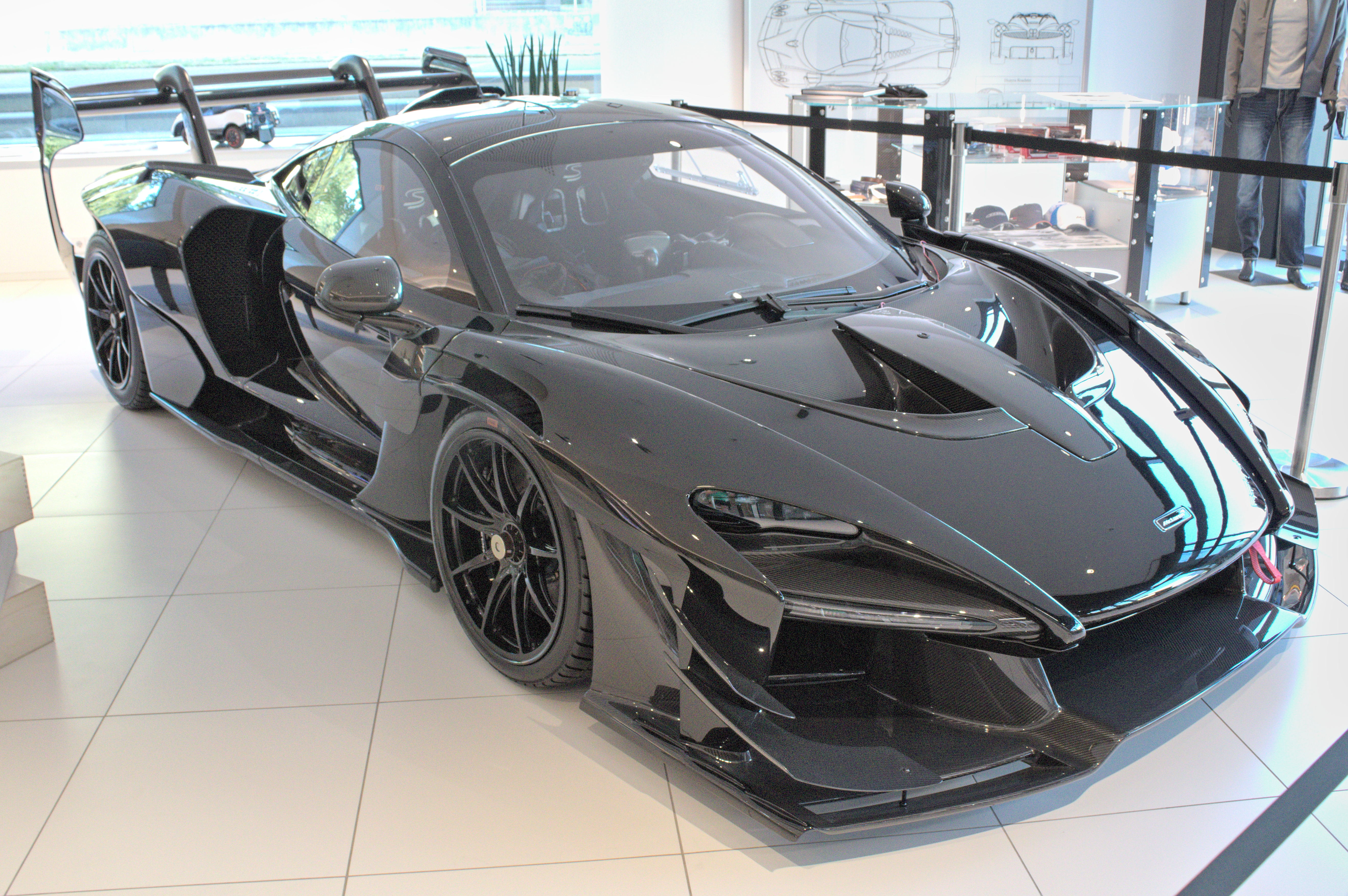
Senna GTR

La GTR è la versione da corsa della Senna ed è stata presentata in anteprima al Salone dell'automobile di Ginevra nel 2018, per essere poi mostrata in versione definitiva l'anno seguente, con una produzione prevista di 75 esemplari. L'auto ha una potenza stimata di 814 CV. La carrozzeria differisce dalla versione stradale per i parafanghi anteriori e posteriori più ampi, per lo spoiler anteriore più largo, e per il grande diffusore posteriore oltre che per diverse appendici aerodinamiche. La deportanza totale generata attraverso tali accorgimenti è di 1000 kg. Inoltre gli pneumatici sono più larghi ed i terminali di scarico sono stati spostati sui lati della vettura, appena prima delle ruote posteriori. A settembre 2020 il reparto MSO di McLaren ha realizzato la one off Senna GTR Le Mans.

## Senna LM

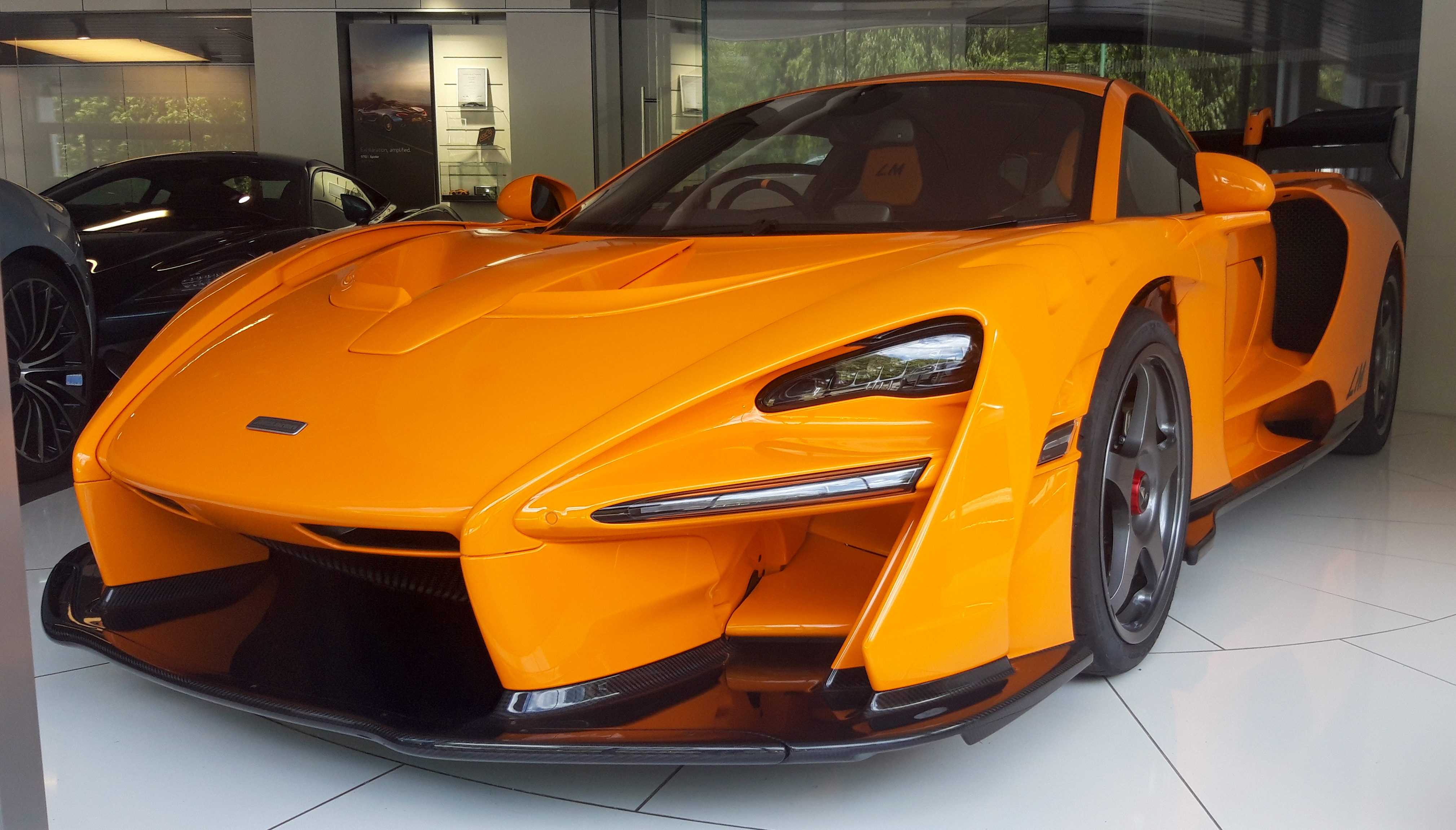
McLaren Senna LM

La McLaren Senna LM è una variante da pista della Senna, realizzata dal dipartimento McLaren Special Operations in collaborazione con la Lanzante Motorsport. La carrozzeria di base rimane la stessa della Senna standard, ma integra alcune componenti della Senna GTR. La livrea arancione è un omaggio alla McLaren F1 LM. La Senna LM inoltre si caratterizza per cerchi OZ con bloccaggio centrale dal design specifico, scarichi con terminali a quattro uscite in oro satinato, sfoghi d'aria sui parafanghi anteriori e badge "LM". La potenza del V8 biturbo da 4 litri è stata portata a 825 CV. Sono state prodotte 35 esemplari, con 5 per il mercato statunitense e 7  con guida a destra. Uno di questi modelli è stato distrutto in un incidente stradale nel 2020 dall'ex pilota di Formula 1 Adrian Sutil.